# سیل سرزمین کراسنودار ۲۰۱۲

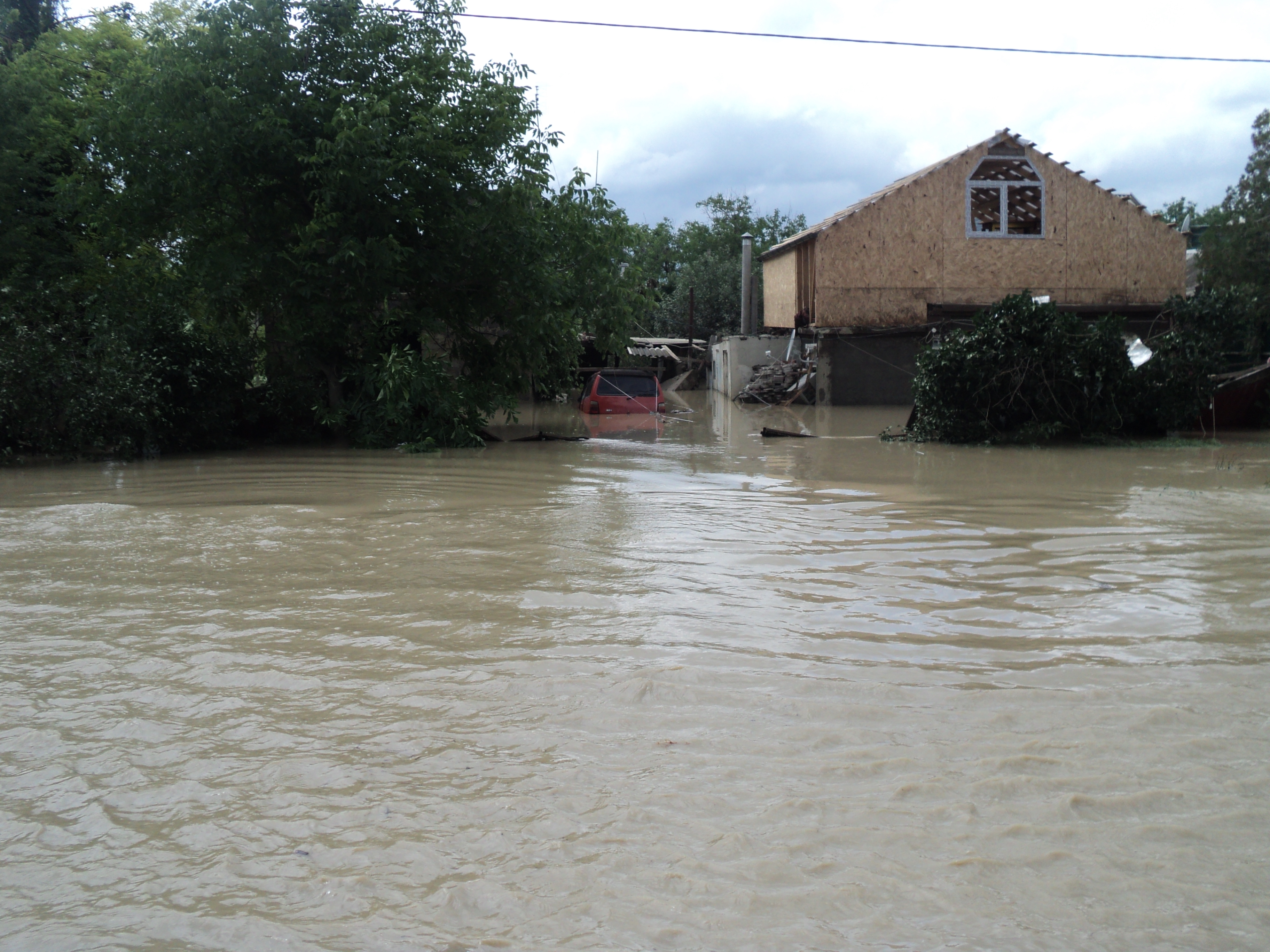
سیل در کریمسک

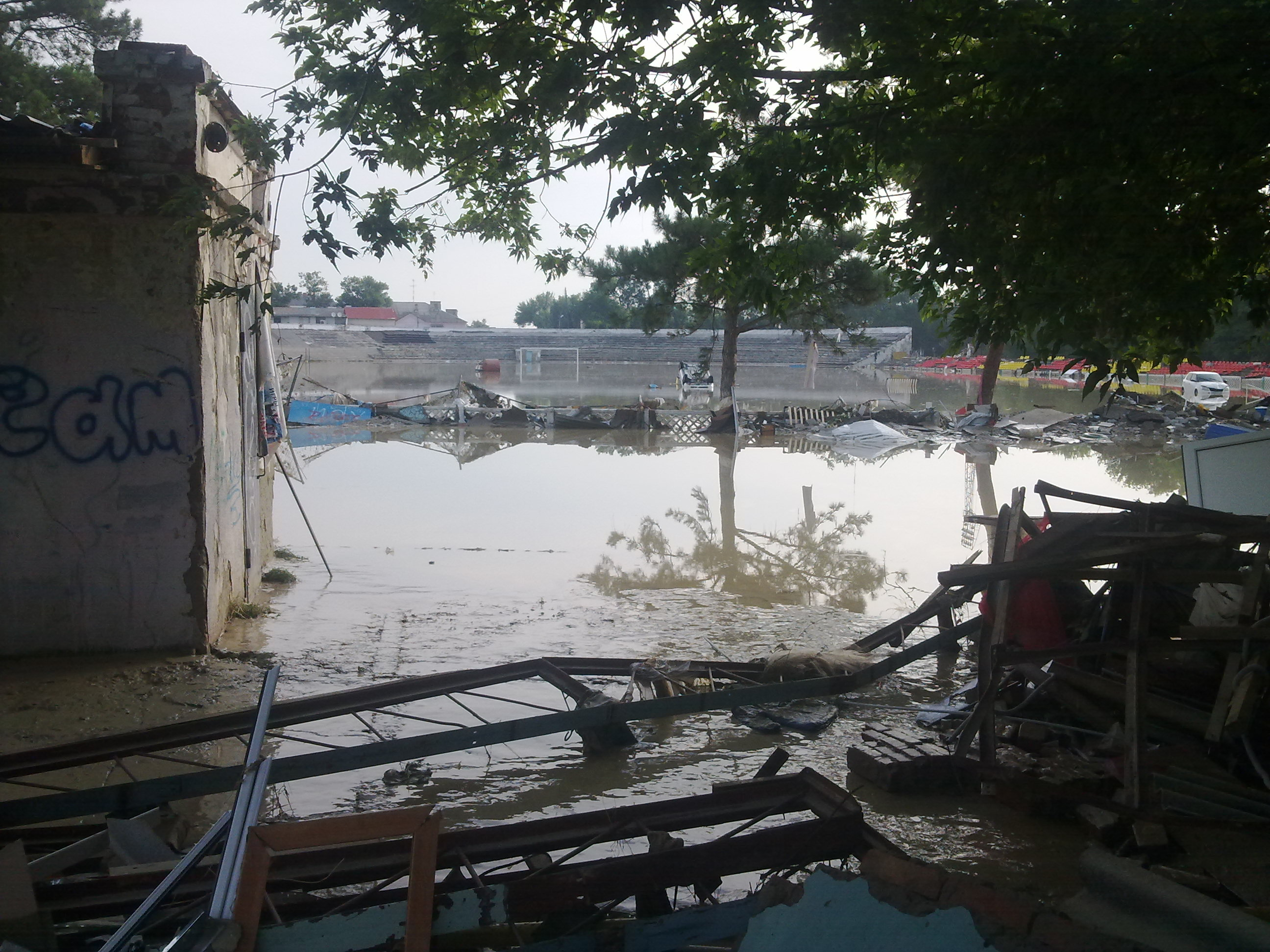
ورزشگاه باشگاه فوتبال ویتیاز کریمسک زیر آب رفت.

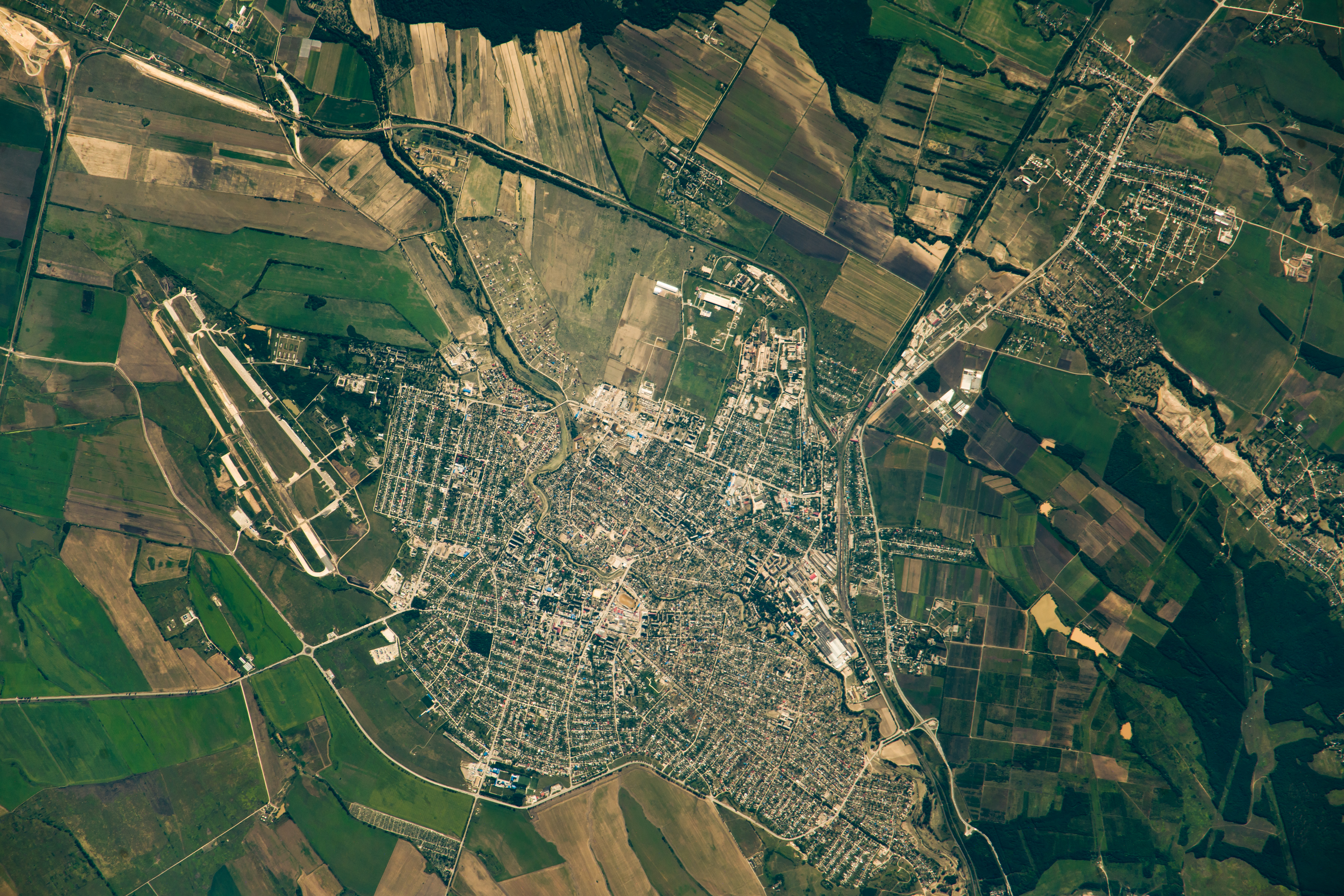
عکس کریمسک که توسط خدمه ایستگاه فضایی بین‌المللی در ۱۰ ژوئیه ۲۰۱۲ گرفته شده است

سیل سال ۲۰۱۲ کراسنودار کرای، سیلی بود که در اوایل ژوئیه ۲۰۱۲ در جنوب غربی روسیه، عمدتاً در کراسنودار کرای در نزدیکی ساحل دریای سیاه، رخ داد. طبق اعلام مرکز آب و هواشناسی روسیه، معادل پنج ماه باران در طول یک شب در برخی از مناطق جنوبی کشور بارید. صد و هفتاد و یک نفر در جریان این سیل جان باختند. به گفته الکساندر تکاچوف، فرماندار کراسنودار کرای، «در ۷۰ سال گذشته چنین سیلی سابقه نداشته است». این سیل بخشی از پیامدهای طوفان شدیدی بود که کراسنودار را درنوردید و طی دو روز تقریباً معادل نیمی از بارندگی سالانه را در این منطقه باراند. نزدیک به ۳۰٬۰۰۰ نفر تحت تأثیر سیل قرار گرفتند.
بیشتر قربانیان در شهر کریمسک زندگی می‌کردند، ۸۰ کیلومتر (۵۰ مایل) از کراسنودار و ۱۵ کیلومتر (۹ مایل) از نووروسییسک، در پای یک رشته کوه فرعی که در امتداد ساحل دریای سیاه امتداد دارد. شاهدان عینی گزارش دادند که سیل حدود ساعت ۲ بامداد به وقت محلی در ۷ ژوئیه ۲۰۱۲، زمانی که اکثر ساکنان خواب بودند، شهر را درنوردید. موج سیل به ارتفاع ۷ متر رسید. متر (۲۳ فوت)، بسیاری از خانه‌ها را تا سقف زیر آب برد و کسانی را که نتوانستند به موقع فرار کنند، غرق کرد. همچنین در ساحل دریای سیاه در گلندژیک، یک تفرجگاه، و در نووروسیسک، یک بندر، مرگ‌هایی رخ داد.

## تاریخچه هواشناسی
یک منطقه کم فشار از طریق دریای سیاه به سمت غرب حرکت کرد. در ماه ژوئیه ۷، سیستم ۲۸۰ میلیمتر (۱۱ اینچ) کاهش یافت میزان بارندگی در عرض چند ساعت در بخش‌هایی از جنوب غربی روسیه.

## بارندگی
بر اساس گزارش‌ها، میزان بارندگی در مجموع به ۲۷۵. میلی‌متر (۱۰٫۸۳ (اینچ) باران در منطقه، معادل سه یا چهار ماه بارندگی در یک سال معمولی.

## پاسخ
دولت روسیه اذعان کرده است که ساعت ۱۰:۰۰ از بالا آمدن سطح آب مطلع بوده است. جمعه شب، اما به ساکنان کریمسک اطلاع کافی در مورد سیل قریب‌الوقوع که ساعت ۲:۰۰ به آنجا رسید، داده نشد. آژیرهای خطر به صدا درآمدند و از بلندگوها هشدار داده شد، اما اکثر ساکنان خواب بودند. واسیلی کروتکو، رئیس شورای منطقه کریمسک، برکنار شد. در اوت ۲۰۱۳، یک تحقیق روسی، کروتکو را به سهل‌انگاری محکوم کرد.
در ۸ ژوئیه ۲۰۱۲، پوتین با امضای حکمی ریاست جمهوری، ۹ ژوئیه را به عنوان روز عزای عمومی در روسیه برای قربانیان تصادف اتوبوس در اوکراین و سیل ویرانگر اعلام کرد.
سرگئی میتروخین، رئیس حزب مخالف لیبرال یابلوکو، در توییتر خود نوشت که فعالان محلی شدت سیل را به باز شدن دریچه‌های سد در یک مخزن نسبت داده‌اند، اما خبرگزاری ریانووستی گزارش داد که دولت منطقه‌ای کراسنودار این ادعا را «کاملاً بی‌معنی» خوانده است. علاوه بر این، هیچ دریچه سد قابل کنترلی در مخزن نِبِردژافسکوئه در همان نزدیکی وجود ندارد و بنابراین این ادعا رد می‌شود.
به گفته سخنگوی اداره فوریت‌های محلی، در ۱۴ ژوئیه، حدود ۲۰۰۰ تُن کمک‌های بشردوستانه به کریمسک تحویل داده شد. این کمک‌های بشردوستانه شامل آب آشامیدنی سالم، مواد غذایی، ملحفه، اقلام بهداشتی و لباس کودکان بود. کمک‌های بشردوستانه از آذربایجان، بلاروس، آدیغیه، کالمیکیا، داغستان، اینگوشتیا، کاباردینو-بالکاریا، قره‌چای-چرکسیا، اوستیای شمالی، مناطق آستراخان، ولگوگراد، روستوف، مسکو و تولا و از شهر مسکو وارد شدند.

## اثرات
شرکت ترانس‌نفت، اپراتور خط لوله نفت، اعلام کرد که انتقال نفت خام از نووروسیسک را متوقف کرده است، اما زیرساخت‌های آن در بندر تحت تأثیر آب و هوا قرار نگرفته است.